# Sidi Abed
Sidi Abed (franska: Sidi Abed (CR), Sidi Abed (Commune Rurale), arabiska: أولاد احسين) är en kommun i Marocko.   Den ligger i provinsen El Jadida och regionen Casablanca-Settat, i den norra delen av landet, 200 km sydväst om huvudstaden Rabat. Antalet invånare är 20 854.